# Kwongan

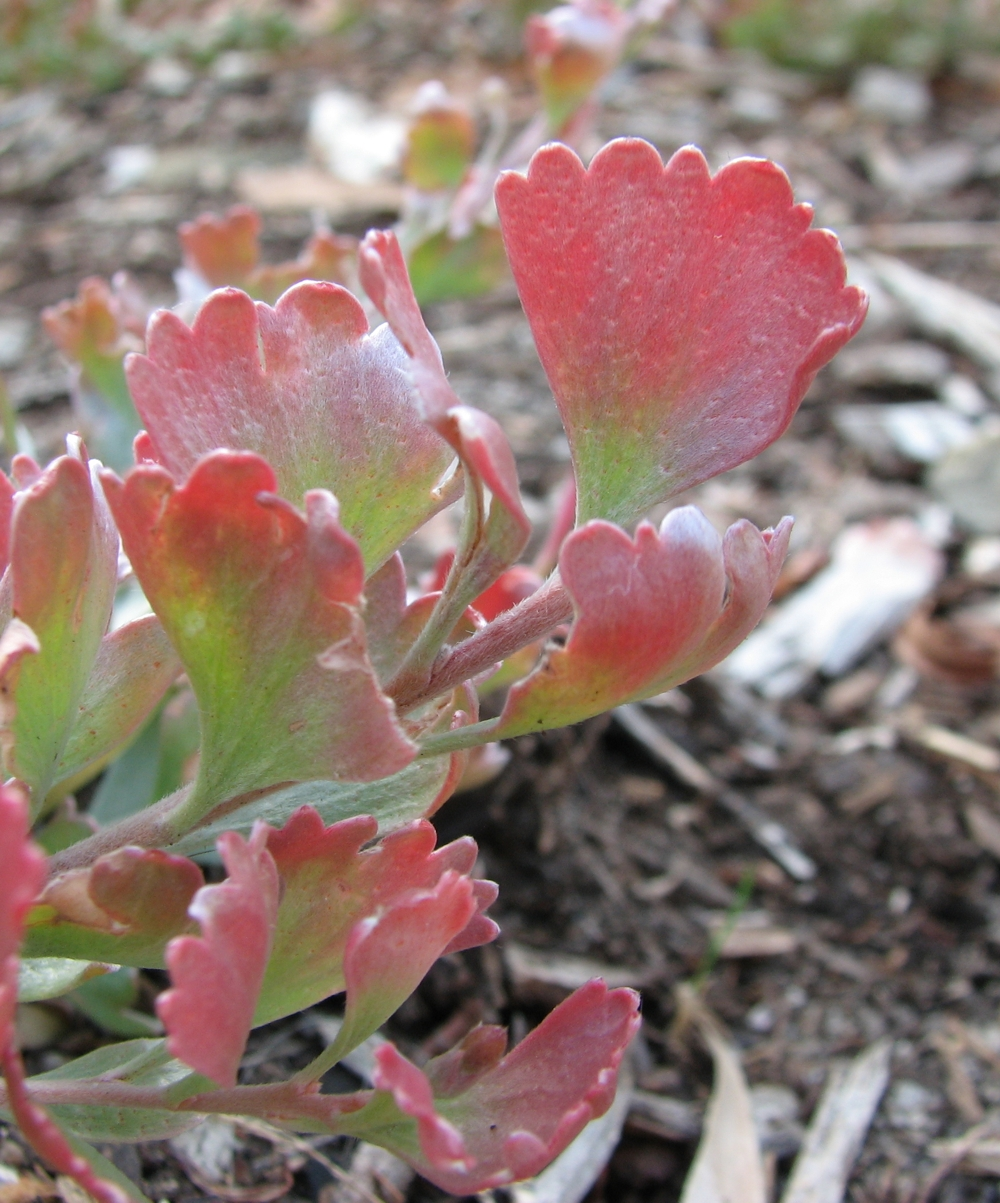
Adenanthos cuneatus

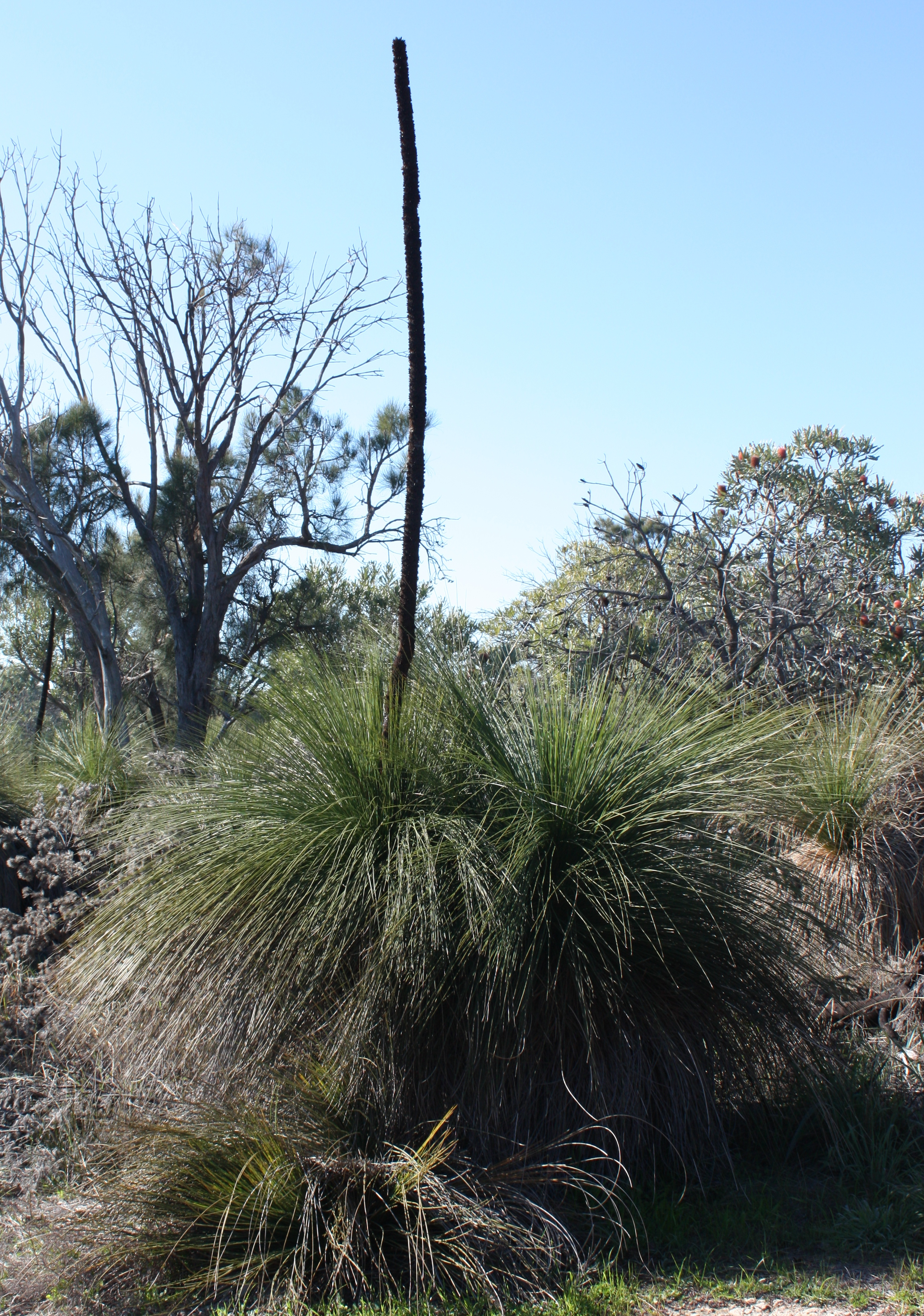
Xanthorrhoea preissii

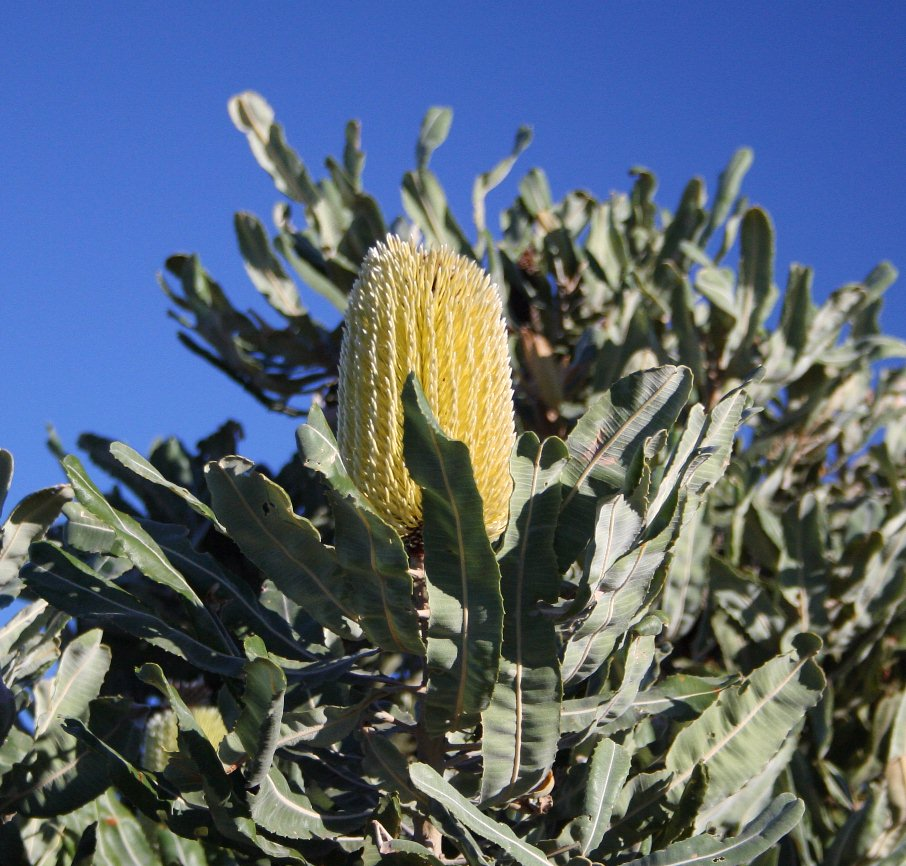
Banksia menziesii

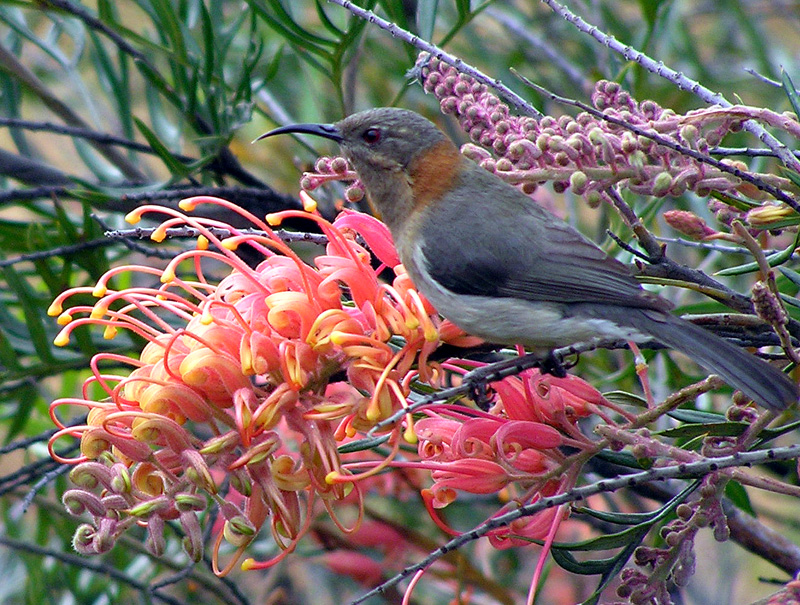
Samica miodopijka rdzawoszyjego

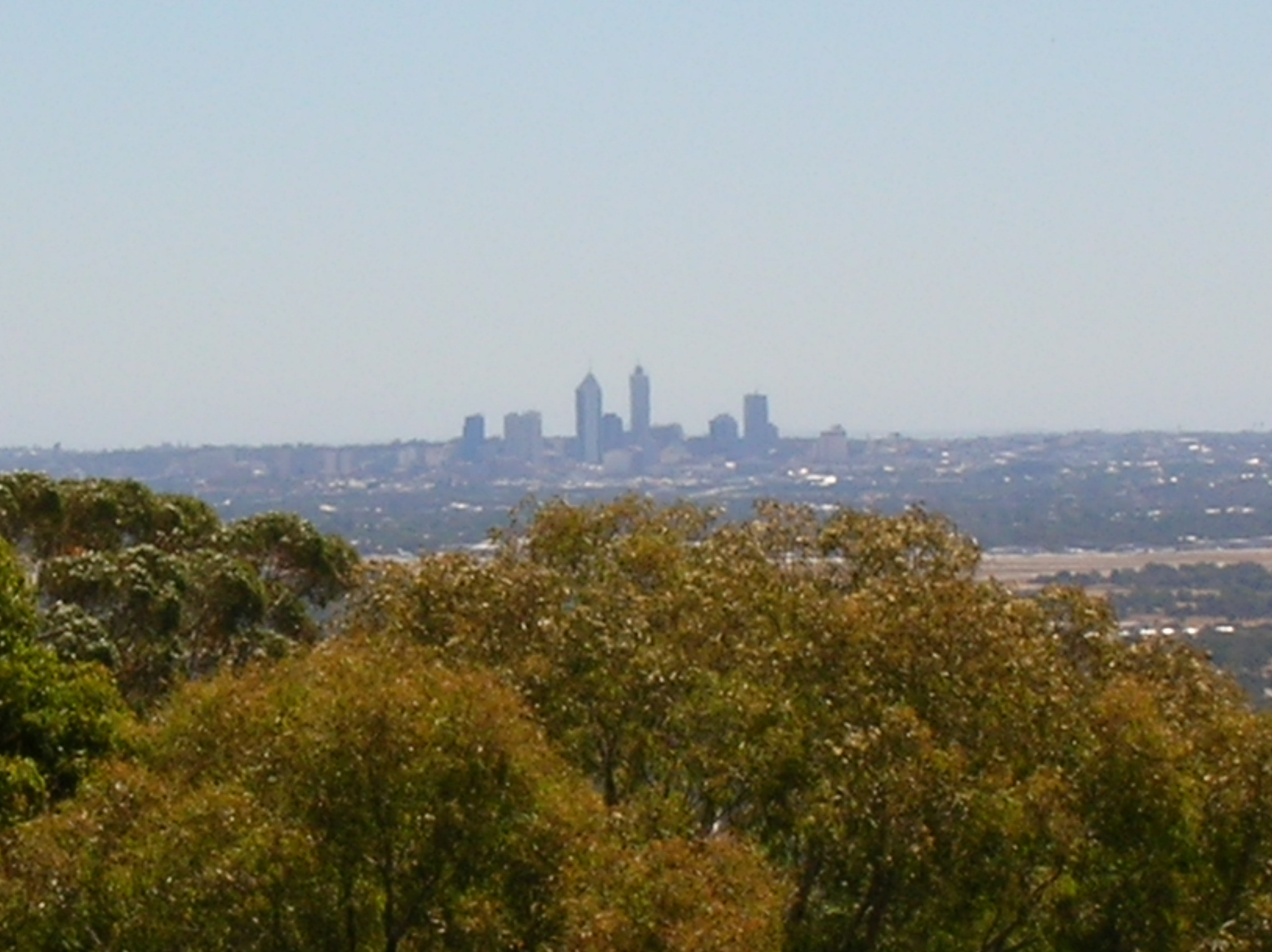
Współczesny widok na Swan Coastal Plain z Darling Scarp

Kwongan, kwongkan – rodzaj niskiej formacji roślinnej, występujący na nadbrzeżnych równinach południowo-zachodniej Australii Zachodniej, w śródziemnomorskiej strefie klimatycznej. Charakteryzuje się dużą bioróżnorodnością i dużym udziałem gatunków endemicznych.

## Etymologia
Termin kwongan lub kwongkan pochodzi z języka aborygeńskiej ludności Noongar, wśród której to jest używany od wieków na określenie tego specyficznego ekosystemu.

## Klasyfikacja
Według klasyfikacji WWF kwongan wchodzą w skład krytycznie zagrożonego ekoregionu Southwestern coast of Australia (dosł. południowo-zachodnie wybrzeże Australii) o kodzie AA1205. Umieszczony on jest w australazjatyckiej kategorii biomu Mediterranean Forests, Woodlands, and Scrub (dosł. Śródziemnomorskie Lasy, Zadrzewienia i Zarośla). Według klasyfikacji WWF Global kwongan heathlands stanowią jeden z 6 ekoregionów w obrębie ekoregionu globalnego (ang. Global ecoregion) o numerze 119: Southwestern Australia Forests and Scrub (dosł. Lasy i Zarośla Australii Południowo-Zachodniej), wchodzącego w skład biomu Mediterranean Forests, Woodlands, and Scrub. Według klasyfikacji IBRA kwongan wchodzą w skład biogeograficznego regionu Swan Coastal Plain (kod SWA).

## Opis i warunki ekologiczne
Kwongan definiuje się jako typ zarośli odznaczający się warstwą drobno- i twardolistnych krzewów i krzewinek poniżej 1 m wysokości, która może być miejscami zdominowana przez wyższe krzewy niebędące eukaliptusami. Dopuszczalna jest też obecność rozproszonych roślin drzewiastych.
Formacja wykształca się w obszarze, gdzie skała macierzysta reprezentuje jedną z najstarszych formacji geologicznych Ziemi. Gleby są ubogie, kwaśne, zawierają krzemionkę z konkrecjami żelaza. Ubogie piaski uniemożliwiają rozwój formacji krzewiastych i drzewiastych współwystępujących na tym obszarze (jarrah, karri, wandoo). Klimat cechuje się długim, 7-miesięcznym okresem suszy letniej i opadami zimowymi poniżej 650 mm.
Kluczowy wpływ na kompozycję gatunkową mają pożary, stąd znaczny udział w formacji pirofitów. Wiele roślin tego ekosystemu jest ornitogamicznych (zapylanych przez ptaki). Cechą charakterystyczną dla kwonganu i fynbosu jest też powszechna obecność roślin mrówkosiewnych.

### Zasięg
Ekosystem ten pokrywa powierzchnię 15 200 km². Występuje w strefie łagodnego klimatu śródziemnomorskiego na jałowych, piaszczystych równinach rozciągających się od Cape Naturaliste po Perth. Niski poziom składników odżywczych w glebie takich środowisk utrudnia roślinom wytwarzanie nowych liści co sezon i wymusza na nich wykształcenie wiecznie zielonego listowia. Ponadto rośliny tych środowisk odporne muszą być na wiatr i susze. Pierwotnie Kwongan obejmował 27% powierzchni południowo-zachodniej Australii, a obecnie jako ekoregion zajmuje 30% jej południowo-zachodniego wybrzeża, będąc już jednak w większości przerzedzonym.

### Bioróżnorodność
Formacja ta ma postać gęstych zarośli krzewów i krzewinek. Zbiorowiska te zdominowane przez twardo- i drobnoliścienne rośliny wykazujące najwyższy poziom endemizmu w Australii Zachodniej. Endemizm tego rejonu wynika częściowo z izolującej roli pustyń oddzielających go od wilgotnej, wschodniej części kontynentu.
W formacji tej spotykani są przedstawiciele takich rodzin roślin jak srebrnikowate, wrzosowate i rutowate. Występują tu m.in. Grevillea eriostachya, Grevillea armigera, Scaevola sp., Templetonia retusa, Santalum acuminatum, Banksia menziesii i Banksia attenuata. Gleby są tu tak ubogie, że wśród krzewów i krzewinek licznie rosną rosiczki, którym towarzyszą też storczyki. Rośliny zielne rozwijają się w okresie wiosennym, natomiast większość gatunków zdrewniałych ma szczyt wegetacji w okresie letnim, kiedy w glebie na większej głębokości dostępna jest woda.
Formacja cechuje się znacznym bogactwem florystycznym. Na powierzchni 100 m² występuje tu ponad 90 gatunków roślin. W kwonganie na południe od Eneabba, na powierzchni 20 km² znaleziono 429 gatunków roślin naczyniowych, z których 338 występowało na 87 stanowiskach wielkości 0,1 ha. W sumie na podstawie analizy florystycznej wyróżniono 5 jednostek wegetacyjnych.
Fauna ssaków kwonganu reprezentowana jest przez m.in.: kangura szarego, drzewnicowate (w tym Cercartetus concinnus), ostronoga, krótkonosa brązowego i Macropus irma. Wśród awifauny występują tu m.in. emu i miodopijek rdzawoszyi.

### Formacje podobne
Kwongan wykazuje podobieństwo do innych formacji swojego klimatu, tj. śródziemnomorskiej makii, kalifornijskiego chaparral, chilijskiego matorral oraz południowoafrykańskiego fynbosu. Od chaparral i makii wyróżnia się on niższą gęstością, a najważniejszą cechą odróżniającą go od fynbosu jest stosunkowa obfitość gatunków roślin jednorocznych.

## Zagrożenia
Kwongan został przerzedzony przez rozwój miast, a w rejonach wilgotniejszych – rolnictwa. Swan Coastal Plain, gdzie tenże występuje, zostały zniszczone w 80%, a zarośla w pobliżu Perth prawie całkowicie wchłonięte przez rozwój miasta. Rodzime rośliny tego ekosystemu, jak banksja (Banksia) i żółtak (Xanthorrhoea) atakowane są przez choroby korzeni. Również globalne ocieplenie zagrozić może temu rejonowi powodując rozrastanie się pustyni na południe i kurczenie się strefy klimatu śródziemnomorskiego. Duża część tego rejonu nie została jednak jeszcze wykorzystana dla upraw rolnych z powodu piaszczystych, słabo odżywczych gleb.